# Spoorlijn Champigneulles - Houdemont
De Spoorlijn Champigneulles - Houdemont is een Franse spoorlijn van Champigneulles naar Houdemont. De lijn is 89,3 km lang en heeft als lijnnummer 078 000.

## Geschiedenis
De spoorlijn werd door de Chemins de fer de l'Est geopend op 16 mei 1881. Sinds 1988 is het gedeelte tussen Nancy-Saint-Georges en Jarville gesloten en deels opgebroken, het andere gedeelte van Champigneulles tot Nancy-Saint-Georges is buiten gebruik. Het tracé wordt behouden met het ook op een eventuele toekomstige tram-trein verbinding.

## Aansluitingen
In de volgende plaatsen is of was er een aansluiting op de volgende spoorlijnen:
Champigneulles
RFN 097 000, spoorlijn tussen Champigneulles en Sarralbe
RFN 070 000, spoorlijn tussen Noisy-le-Sec en Strasbourg-Ville
Houdemont
RFN 040 000, spoorlijn tussen Jarville-la-Malgrange en Mirecourt

## Galerij

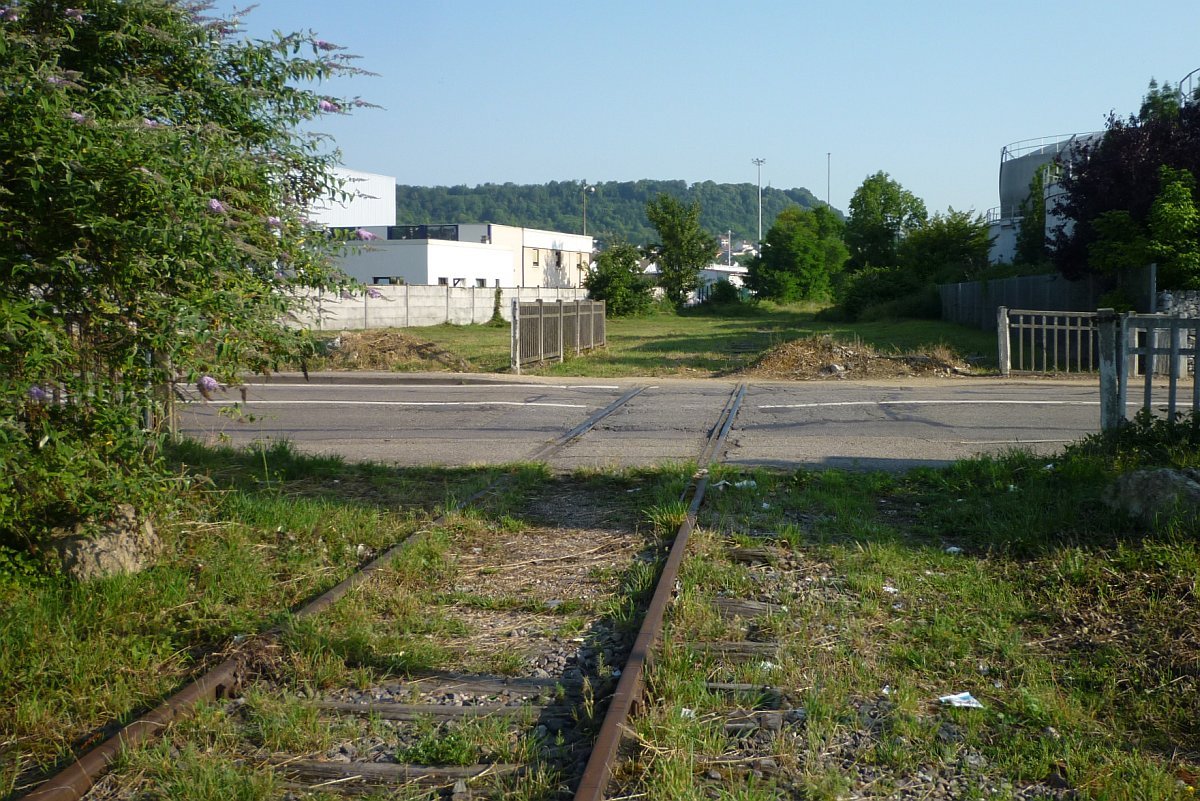
Kruising met de Rue Lafayette
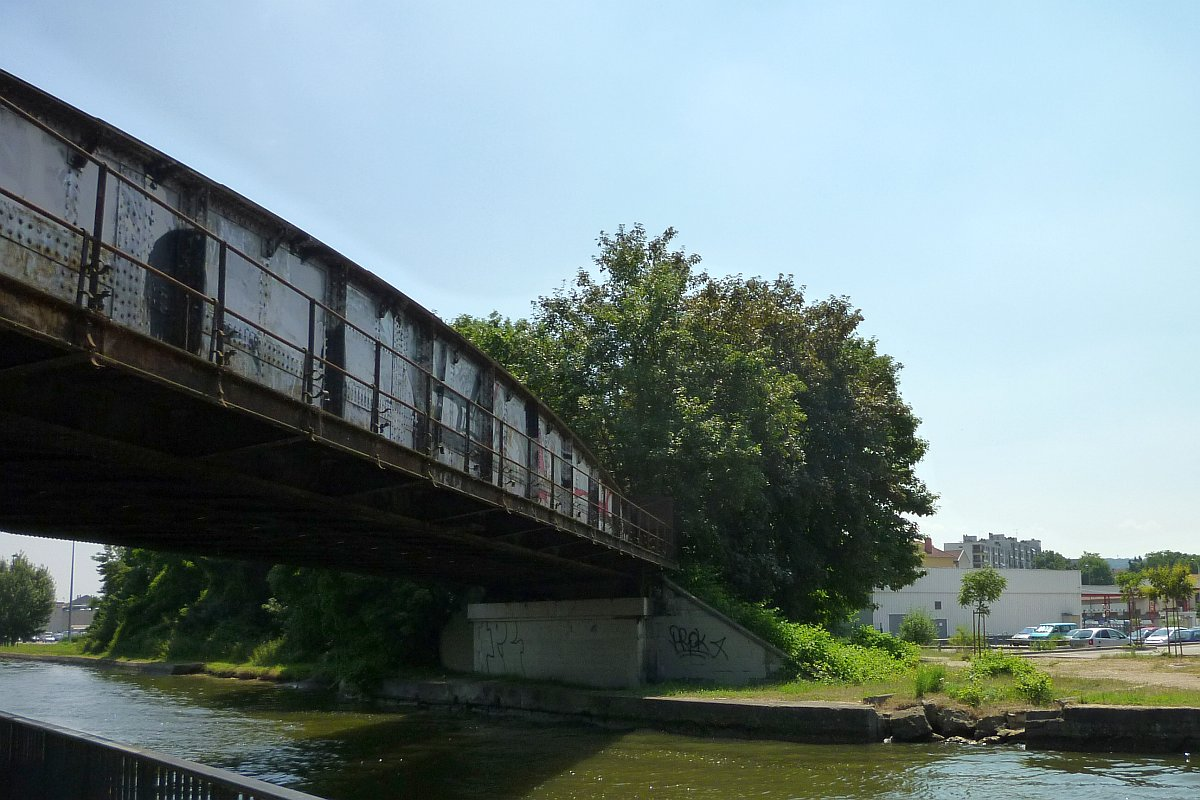
Spoorbrug over het Marne-Rijnkanaal
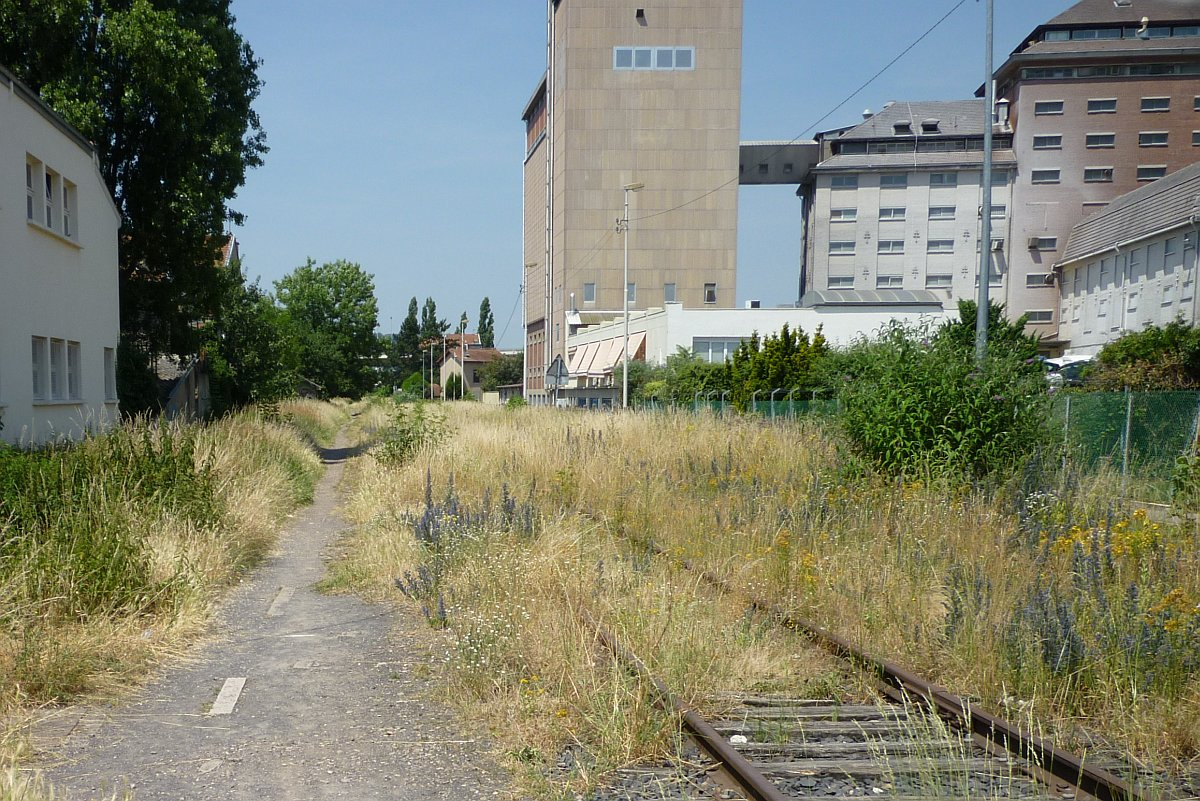
De lijn ter hoogte van de fabriek van Grand Moulins